# Cmentarz Břevnovski
Cmentarz Břevnovski (cz. Břevnovský hřbitov) – cmentarz położony w stolicy Czech w dzielnicy Praga 6 (Břevnov) przy ulicy U Vojtěšky.

## Historia
Został założony w 1739, pierwotnie wykorzystywany jako miejsce pochówku mnichów z tutejszego klasztoru. W XIX wieku (w 1869 i 1881) był dwukrotnie rozbudowany. Pochowanych jest tam kilka wybitnych osobistości.

## Architektura
Na cmentarzu znajduje się kaplica św. Łazarza z 1762, zbudowana według projektu Anselmo Lurago. Pierwotnie była mniejsza, została rozbudowana w 1778. Na terenie cmentarza jest kostnica z połowy XIX wieku i statua św. Prokopa z 1743 dłuta Karela Josepha Hiernle.